# Gymnanthenea
Genre
Gymnanthenea est un genre d'étoiles de mer de la famille des Oreasteridae.

## Description
Ce sont des Oreasteridae caractéristiques, mais portant deux séries d'épines adambulacraires (contre trois chez Anthenea), et des plaques supéromarginales qui ne sont granuleuses que sur leur bord vertical (contrairement à Pseudoreaster obtusangulus), le granule supérieur étant généralement le plus gros.

## Liste d'espèces
Selon World Register of Marine Species (6 octobre 2014) :
- Gymnanthenea difficilis (Liao in Liao & Clark, 1995) -- Mer de Chine méridionale et Indonésie (notamment Hong Kong)
- Gymnanthenea globigera (Döderlein, 1915) -- Nord et Ouest de l'Australie
- Gymnanthenea laevis H.L. Clark, 1938 -- Région indonésienne, de l'Australie à Singapour

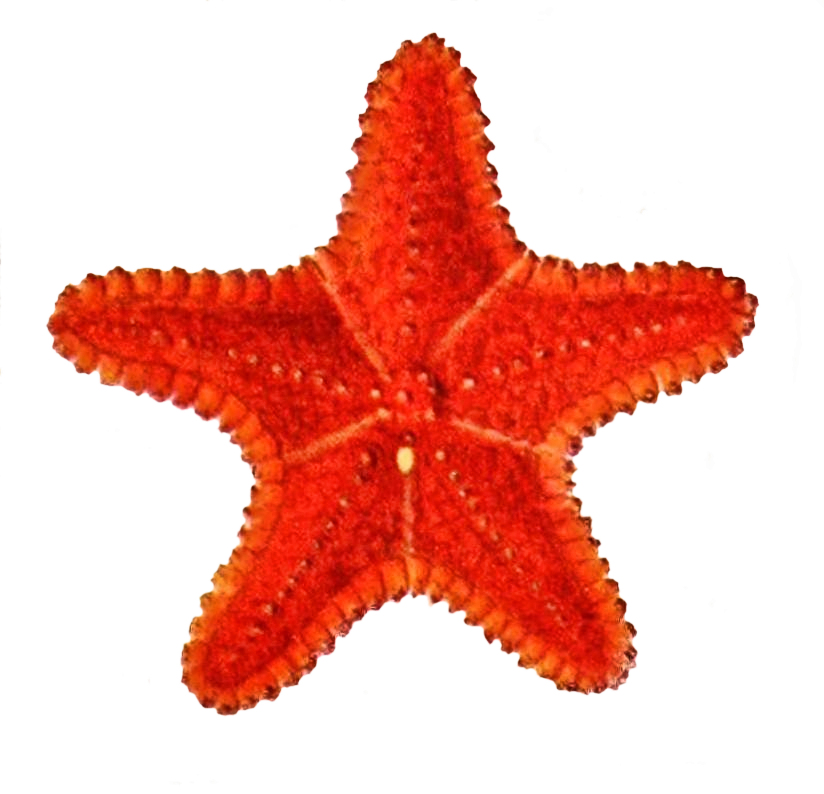
Gymnanthenea globigera
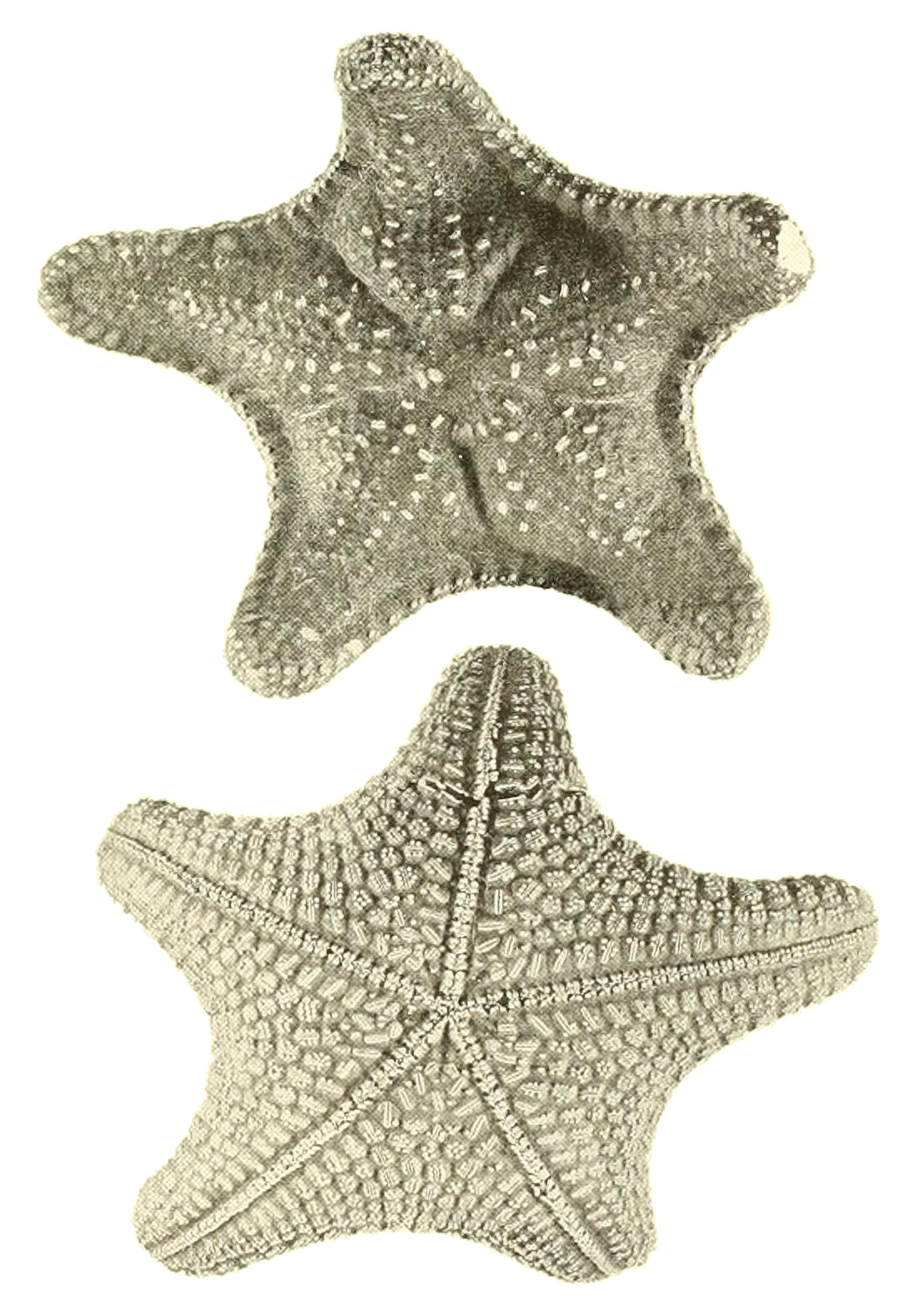
Gymnanthenea laevis